# Argyrolepidia resplendens
Argyrolepidia resplendens là một loài bướm đêm trong họ Noctuidae.